# الخروج للنهار (فلم)
الخروج للنهار فيلم دراما مصري لعام 2012  من تأليف وإخراج هالة لطفي  وبطولة دنيا ماهر وسلمى النجار وأحمد لطفي ويروي أحداث صعبة تواجه أسرة مصرية فقيرة تتكون من 3 أفراد وتقوم الأم باعالة الأسرة من خلال عملها كممرضة بينما ترعى الأبنة سعاد والدها المقعد. عنوان الفيلم مأخوذ من كتاب (الخروج للنهار… كتاب الموتى) الذي يشرح بنية المجتمع الفرعوني الريفي، وكيفية تقسيمه وشكل هرميته.
عرض الفيلم لأول مرة في مهرجان أبوظبي السينمائي بدولة الإمارات العربية المتحدة في 18 أكتوبر 2012 حيث فازت هالة لطفي بجائزة أفضل مخرجة من العالم العربي كما فاز الفيلم في  مهرجان تسالونيكي السينمائي في اليونان في دورته 54.
احتل الفيلم المركز 94 على قائمة مهرجان دبي السينمائي الدولي لأهم 100 فيلم عربي.
حصلت دينا ماهر على جائزة لجنة التحكيم التشجيعية ضمن فعاليات مهرجان المركز الكاثوليكي للسينما في دورته 63.
فاز الفيلم بجائزتي العمل الأول للمخرجة هالة لطفي والصوت لعبد الرحمن محمود في مهرجان جمعية الفيلم للسينما المصرية في دورتها 41.
عرض الفيلم على منصة الفيديو حسب الطلب "فيلماتيك"
منح موقع قاعدة بيانات الأفلام على الإنترنت (IMDB) الفيلم درجة 6.6/ 10 بناءاً على 257 صوت.
منح موقع قاعدة بيانات الأفلام العربية (السينما.كوم ) الفيلم درجة 6.7/ 10 بناءاً على 27 صوت.

## تاريخ الاصدار
تم عرض الفيلم لأول مرة في مهرجان أبوظبي السينمائي بدولة الإمارات العربية المتحدة في 18 أكتوبر 2012، ثم عرض في تونس بتاريخ 16 نوفمبر 2012 ضمن مهرجان قرطاج السينمائي، ثم في الجزائر في 15 ديسمبر 2012 ضمن مهرجان وهران الدولي للفيلم العربي، ثم في ألمانيا ضمن مهرجان برلين السينمائي الدولي في 8 فبراير 2013، ثم عرض في مهرجان ثيسالونيكي السينمائي الدولي باليونان في 8 نوفمبر 2013.
عرض الفيلم في الولايات المتحدة الأمريكية في 5 مايو 2013.
صدر الفيلم إلى دور العرض المصرية في 23 أبريل 2014، كما عرض في دار سينما أوديون ضمن مبادرة "زاوية".

## طاقم التمثيل
دنيا ماهر: في دور سعاد
سلمى النجار: في دور حياة (والدة سعاد)
أحمد لطفي: في دور والد سعاد
دعاء عريقات: في دور فتاة في "الميكروباص"
أحمد شرف: في دور سائق "الميكروباص"
جلال البحيري: في دور ياسر (المجند ابن شقيقة حياة)
نادية الجندي: في دور ممرضة
بالاشتراك مع المجاميع: عبد العليم عبد الهادي – علاء جمال – أحمد رفاعي – حنفي السيد – أحمد سامي 

## أحداث الفيلم
تقيم الأسرة المصرية الفقيرة المكونة من 3 أفراد في السيدة عائشة، بحي القلعة بمدينة القاهرة، حيث تعمل الأم (سلمى النجار) ممرضة وهي مصدر دخل الأسرة الوحيد، والأب (أحمد لطفي) وهو قعيد، والإبنة سعاد (دنيا ماهر) التي تخطت سن الزواج، ويقع عليها عبء رعاية والديها والمنزل. تستيقظ سعاد بصعوبة بعد سهرها في خدمة والدها القعيد وتقوم بإعداد الإفطار لوالدها، وتتولى إطعامه بيدها بعد أن تقوم بتنظيف ملابسه من آثار البول وتناوله الدواء وتضعه على مقعده المتحرك لتدفعه إلى البلكون ليتعرض لأشعة الشمس. تطلب سعاد من والدتها أن تتوقف عن إحضار ملاءات السرير من المستشفى التي تعمل بها إعتقاداً منها أن إقتناء مرتبة طبية لوالدها، لتجنبه قرح الفراش التي بدأت بالإزدياد، ولكن الحالة المادية لا تسمح. تتولى سعاد تغيير الملاءات، وغسل الملابس، ثم إعداد الطعام، وهي طوال الوقت تتصل بصديقها على الموبايل، ولكنه لا يرد. يزور الأسرة على استحياء إبن الخالة ياسر (جلال البحيري) وهو شاب مجند، ويعانى الوحدة أيضا في غربته، ولا يجد الدفء والترحيب الذي ينشده، ويغادر في صمت وتودعه خالته ثم تلتفت لسعاد وتلومها على عدم الترحيب بالشاب. تستغل سعاد وجود أمها بالمنزل لتخرج لبعض الوقت، معللة خروجها بزيارة صديقتها نعمات، ولكنها تتوجه للكوافير لفرد شعرها لتحس بأنوثتها، ثم تستقل ميكروباص إلى ميدان التحرير، لتجاور فتاة مصابة بحالة نفسية، بسبب تأخر زواجها، بعد أن بلغت 26 عاما، بينما هي أصغر من سعاد. تواسي سعاد الفتاة التي تعتقد أن زوجة أبيها تقوم بالاستعانة بالسحر لتجعلها تبدو كالقردة في أعين الرجال، وتلجأ الفتاة بدورها للعديد من المشايخ لفك السحر، دون جدوى، وتذهب أيضاً لأحد القساوسة في كنيسة بحلوان، ليبطل لها السحر، ثم تقوم بالاحتيال على سعاد لتدفع لها أجرة الميكروباص، وتتركها وتغادر. تقوم سعاد بالاتصال بصديقها من تليفون عمومي، ويرد عليها هذه المرة، لتعاتبه لعدم رده عليها، ولعدم مواعدتها منذ 5 شهور، ويبدو أن هذا الصديق يتهرب منها بوضوح، ولكنها تلتمس له الأعذار حتى تبقي على العلاقة. تتصل بنعمات لتستأذنها في حضورها للزيارة، وفى الطريق تعرج على محلات بيع الاجهزة الطبية، وتسأل عن المرتبة الطبية، وتفاجأ بأن ثمنها 700 جنيه، ويصلها تليفون من والدتها لتخبرها بنقل والدها إلى المستشفى. تسارع سعاد إلى المستشفى، وتطمئن على أبيها، وتطلب من أمها البقاء معها ومع والدها بالمستشفى، رغم أنها تبغض المستشفيات، ويبدو أنها تخاف من التواجد وحدها بالمنزل، ولكن أمها تصر على عودتها. تغادر سعاد المستشفى ويتصل بها صديقها، لتطلب منه عدم الاتصال بها مرة أخرى، وتتوجه لمسجد الحسين لزيارة الضريح، ويسمح لها بالزيارة رغم أنها سافرة، ويتم إمدادها بطرحة لتغطية رأسها. تقف سعاد أمام الضريح للدعاء ثم تتوجه عائدة لمنزلها وهي تسير بمحاذاة سور مجرى العيون، ثم تجلس في الظلام، حتى بزوغ النهار، وتعود للمنزل، لتجد والدتها وقد أخرجت قطن مرتبة والدها، في محاولة تنجيده بدلا من المرتبة الطبية، وتجلس سعاد بجوار أمها، وتسألها إذا ما مات والدها، فأين سيدفن؟ ولا تجيب الأم، وتعود سعاد لتسأل عن موقع مدافن الأسرة؟ وتستمر الأم في التزام الصمت.

## إنتاج الفيلم
ينتمي الفيلم إلى السينما المستقلة، فجميع العاملين به من ممثلين وفنيين يخوضون تجربتهم الأولى باستثناء محمود لطفي مدير التصوير، وكانت المخرجة هالة لطفي قد أنشأت مجموعة "حصالة" للإنتاج الفني عام 2012 من مدخراتها الشخصية وكان هدف هذه الشركة مساعدة صناع الأفلام المستقلة السينمائية الطويلة بالذات، والأولى لأصحابها على وجه الخصوص. قامت شركة حصالة بإنتاج الفيلم بدعم من الصندوق العربي للثقافة والفنون (AFAC Fund)، وبمشاركة سند SANAD (منحة الإنتاج وما بعد الإنتاج من مهرجان أبوظبي السينمائي – الإمارات العربية المتحدة).
قالت دنيا ماهر بطلة الفيلم: "إن فيلم "الخروج للنهار" كان أقرب ما يكون للوثائقي وحرصت المخرجة على اختيار وجوه جديدة تظهر لأول مرة"، وكانت المخرجة هالة لطفي ذكرت لصحيفة الجريدة الكويتية في 13 ديسمبر 2013: "كان هدفي الأساسي تقديم فيلم يعبر عن نظرتي إلى الحياة في مصر اليوم بشروط فنية معينة، وليس عملا يُرضي الجمهور أو يعرفني على المنتجين بغرض أن يتفقوا معي في ما بعد على عمل آخر مع نجوم كبار."

## استقبال الفيلم
كتب نيل يونج في صحيفة هوليوود ريبورتر بتاريخ 25 أكتوبر 2012: "يبدو الفيلم في بعض النواحي "روماني" أكثر منه شرق أوسطي في أسلوبه، وكذلك في لائحة الاتهام المبسطة للاختلالات المؤسسية. يلتزم الفيلم، بشكل وثيق جدًا، بما أصبح أنماطًا دولية افتراضية للتعبير عن الأفلام الفنية الكئيبة والمتشائمة. ومع ذلك، تعطي المخرجة هالة لطفي مؤشرات على أن لديها بالفعل صوتًا مميزًا خاصًا بها، ونأمل أن تتمتع بالثقة لاستكشافه بشكل أكبر في أفلامها القادمة."
كتب الموقع الألماني سينيتاستك: " في فيلمها الأول، تتخذ هالة لطفي موقفًا واضحًا من وضع المرأة في اضطرابات الربيع العربي عندما تصور، بموقفها الهادئ للغاية، حياة امرأة ممزقة بين الإحساس بالواجب والبداية الجديدة .... ربما تريد المخرجة هالة لطفي أن تشير إلى عنوان الفيلم الخاص بها، والذي يشير بدوره إلى كتاب الموتى المصري والذي يعني شيئًا مثل "اخرج إلى النور"، لكنها ربما تريد فقط توضيح التغيير في الشخصية المركزية التي كان بإمكانها فجأة أن تجد هدفًا في حياتها."
كتبت كلوي سيستا جاكوبس على موقع فيلم بليرج في 30 يوليو 2013: "يتطلب هذا الفيلم قدرًا كبيرًا من الصبر الذي يؤتي ثماره بمشهد نهائي مفتوح ومثير للتفكير. ماذا حدث بعد ذلك؟ من يدري!"
أشاد موقع سانتيري سلفاجي الإيطالي بالمخرجة هالة لطفي ووصف الفيلم بأنه مدروس دراسة جيدًة وقال: "يترجم الفيلم بعناية فائقة الدراما التي تهيمن على حياة بطلة الفيلم. فيلم حميمي، وسينما تتحول إلى تحقيق عن تضحية صامتة ومتأملة، في جو من الحياة اليومية الخانقة والمتكررة. نظرة عامة على الروح المفقودة المكرسة للتخلي الصامت عن الحياة، بدون أحكام، بدون شفقة، ولكن أيضًا بدون أمل".
أشادت منى أبو النصر، على صفحات جريدة الشروق في 11 يونيو 2020، ببطلة الفيلم وقالت: "أنك لن تجد بطلته، دنيا ماهر، تبذل أداءات ميلودرامية صاخبة، بل تُضمر مئات المشاعر وراء وجه هادئ يتشرب الحزن، ويُثقل العين، ويكسر نبرة صوتها باستمرار، وربما هذا البحث عن مساحة خاصة تُراعي التقمص الوجداني للمشاعر بعيدًا عن التكلف الظاهري سواء في التراجيديا أو الكوميديا، هو أبرز ما يمكن تسجيله على هامش مشروع دنيا ماهر الذي يبدو أنه بلغ نهاره الفني."
منح الموقع الألماني "فيلم ستارتس" الفيلم ثلاثة نجوم من أصل خمسة وكتب: "فيلم طموح من الناحية الفنية، وأحيانًا مفرط الطموح، والذي يعد مثالًا مثاليًا تقريبًا لنوع من السينما يمكن وصفه بأنه بؤس المهرجانات".
كتبت محمد رضا في صحيفة الشرق الأوسط بتاريخ 8 يونيو 2023: "توليفة اجتماعية بصرية رائعة بموضوع لا يمكن التعبير عنه بأكثر مما هو متاح من حوار. لا يتطلّب أي كلام آخر. الصورة تنطق بتاريخ غير مكتوب وبحاضر مؤلم ومستقبل لا وجه له. وتعبّر عن مخرجة لا تشغل نفسها باستعراضات فنية لتؤكد أي شيء. دع الفيلم يتحدّث عن نفسه والمشكلة التي يعرضها، وهو يفعل ذلك بكل جدارة."
كتبت صحيفة الأنباء الكويتية في 17 أبريل 2017: "فيلم "الخروج للنهار" يكسر كل تابوهات المألوف والمضمون والمعهود والمتعارف عليه، يلعب على وترك أنت وعذاباتك انت وينتصر لك انت، في ليل القاهرة الحالك وروح أبطال الفيلم الغارقين في روتين المرض وهوانه وسجنه كانت تلك الأيقونة المستقلة الجامحة الغير عادية لتتبوأ به هالة لطفي مكانا تستحقه."
كتب أحمد شوقي في صحيفة اليوم السابع معلقاً على فيلم "الخروج للنهار" الذي عرض ضمن المسابقة الرسمية لمهرجان الأقصر للسينما الأفريقية: "لا أزعم أن الفيلم قد نال إعجاب الجميع، بل كان هناك الكثير ممن وجدوا مسافة بينهم وبينه لم يتمكنوا من اجتيازها، ولكن هذه سمة أى عمل فنى يمتلك شخصية واضحة لا تحاول الموائمة ولا اللعب داخل حيز المضمون، تماما مثل المخرجة الشابة التى أصرت أن تنجز فيلمها بالكامل بتمويل ذاتى، لتحرر إبداعها من كل قيود الإنتاج والتوزيع وحسابات الجماهيرية وشباك التذاكر."
كتب الشاعر والروائي والناقد السوري زياد عبد الله على موقع أكسجين: "الحيز المكاني الذي يتحرك فيه الفيلم معبراً إلى قول شيء مثل: إن كان يؤرخ لفيلم كمال سليم "العزيمة" 1939  باعتباره أول فيلم يرصد الحارة المصرية الشعبية، فإن فيلم لطفي هو أول فيلم يرصد البيت المصري، العائلة، العلاقات الاجتماعية، على هذا النحو، والكاميرا لا تفارق جدران البيت الأربعة في سرد سينمائي خاص يتخذ من اللقطات الطويلة مساحة لعيش زمن واقعي في داخله يمتد لما يقرب الخمسين دقيقة - أي أكثر من ثلاثة أرباع مدة الفيلم (75 دقيقة)-  لا بل إن خروج سعاد إلى الشارع أو النهار تتخلله عودة الفيلم بعد ثلاث دقائق إلى الأم وهي تمسح أرضية البيت، وبعد ست دقائق أخرى وأغنية أم كلثوم تهيمن على البيت."
أشاد موقع "ثقافات" بالفيلم وكتب: "يظل المفتاح السحري، الذي حقق الصدق الفني لهذا الشريط السينمائي، متجلياً في قدرة هالة على الإمساك بزمام الزمن النفسي للشخصيات من دون زيادة أو نقصان، ذلك الزمن بحضوره اللافت في تعميق المأساة، مع الحفاظ على وتيرة تلك الحياة التي تعزف على إيقاع الموت القبيح العالق في الأفق."

## مشاركات
شارك فيلم "الخروج للنهار" في المهرجانات والفعاليات التالية
- مهرجان برلين السينمائي الدولي - ألمانيا
- معهد الفيلم البريطاني (BFI) - المملكة المتحدة
- مهرجان الأقصر للسينما الأفريقية (LAFF) - مصر
- أيام بيروت السينمائية - لبنان
- مهرجان تطوان الدولي للسينما المتوسطية - المغرب
- مهرجان عين الطيور السينمائي - المملكة المتحدة
- مهرجان الكاميرا العربي روتردام - هولندا
- مهرجان الفيلم العربي والمتوسطي - كاتالونيا - إسبانيا
- مهرجان القاهرة الدولي لسينما المرأة - مصر
- مهرجان الفيلم الدولي "ترانسسهاريان" - المغرب
بانوراما الفيلم الأوروبي - مصر
- مهرجان أبوظبي السينمائي - الإمارات العربية المتحدة
- مهرجان قرطاج السينمائي (JCC) - تونس
- مهرجان وهران الدولي للفيلم العربي - الجزائر
- مهرجان الأفلام الأفريقية والآسيوية والأمريكية اللاتينية (FESCAAAL) - إيطاليا
- مهرجان الإسكندرية السينمائي لدول البحر الأبيض المتوسط - مصر
- مهرجان قازان السينمائي الدولي - جمهورية تتارستان
- مهرجان جمعية السينما للسينما المصرية - مصر
- مهرجان ثيسالونيكي السينمائي الدولي - اليونان 

## الجوائز
حصل "الخروج للنهار" على الجوائز التالية:
- جائزة (FIPRESCI) في مهرجان أبوظبي السينمائي - الإمارات العربية المتحدة
- جائزة التانيت البرونزي في مهرجان قرطاج السينمائي (JCC) - تونس
- جائزة الأسد الذهبي في مهرجان وهران الدولي للفيلم العربي - الجزائر
- أفضل فيلم أفريقي في مهرجان أفلام إفريقيا وآسيا وأمريكا اللاتينية (FESCAAAL) بإيطاليا
- أفضل مخرج وأفضل فيلم وشهادة تقدير في مهرجان الإسكندرية السينمائي لدول البحر الأبيض المتوسط - مصر
- جائزة أفضل مخرج في مهرجان قازان السينمائي الدولي - جمهورية تتارستان
- أفضل صوت وأفضل إخراج لاول مرة في مهرجان جمعية السينما للسينما المصرية - مصر
- تنويه خاص للتصوير السينمائي في مهرجان سالونيك السينمائي الدولي - اليونان 

## وصلات خارجية
- مقالات تستعمل روابط فنية بلا صلة مع ويكي بيانات

https://cineuropa.org/en/film/247628/ الخروج للنهار (فيلم)
https://mubi.com/films/coming-forth-by-day الخروج للنهار (فيلم)
http://mad-distribution.film/movies/movie111538.php الخروج للنهار (فيلم)
https://yts.jamsbase.com/movies/coming-forth-by-day-2012 الخروج للنهار (فيلم)
https://www.sansebastianfestival.com/2012/sections_and_films/cinema_in_motion/7/4120/in الخروج للنهار (فيلم)